# Craterodiscus
Craterodiscus é um género de gastrópode da família Camaenidae.
Este género contém as seguintes espécies:
- Craterodiscus pricei